# Vlag van Bangladesh
De vlag van Bangladesh bestaat uit een rode cirkel op een groen veld. Bangladesh gebruikt deze vlag sinds 17 januari 1972. Het ontwerp is gebaseerd op een vlag die tijdens de Bengaalse Onafhankelijkheidsoorlog gebruikt werd en een rode cirkel met oranjegele landkaart op een groene achtergrond toonde. Sinds het verwijderen van de landkaart lijkt de Bengaalse vlag op die van Japan, maar dan met een groene achtergrond in plaats van een witte. De rode cirkel staat iets naar de hijskant, zodat ze gecentreerd lijkt wanneer de vlag wappert.
De groene vlag met rode cirkel wordt alleen te land gebruikt. Als handelsvlag gebruikt Bangladesh een rood doek met in het kanton de 'gewone' nationale vlag; als oorlogsvlag ter zee gebruikt het land een wit doek met de groene vlag met rode cirkel in het kanton.

## Symboliek
De rode schijf vertegenwoordigt de zon die opgaat boven Bengalen, en ook het bloed van degenen die voor de onafhankelijkheid van Bangladesh stierven. Het groene gebied staat voor de glooiing van Bangladesh en de vitaliteit en jeugd van het land.
Een alternatieve verklaring is gebaseerd op de relatie met de Islamitische republiek Pakistan. Bangladesh behoorde vanaf de onafhankelijkheid van Pakistan in 1947 als Oost-Pakistan tot dat land. Groen wordt vaak gezien als de kleur van de islam en heeft ook die symbolische betekenis in de vlag van Pakistan. Aangezien de Bengalen zich achtergesteld voelden door West-Pakistan (het huidige Pakistan), vochten zij in 1971 een onafhankelijkheidsstrijd uit. Het rood in de vlag verwijst ook in deze interpretatie naar het bloed dat is vergoten voor de onafhankelijkheid van Bangladesh, terwijl de cirkel de halve maan en ster uit de Pakistaanse vlag vervangt.

## Ontwerp
De vlag heeft een hoogte-breedteverhouding van 3:5. De straal van de cirkel neemt een vijfde van de breedte van de vlag in. Verticaal gezien staat de cirkel in het midden van de vlag, horizontaal gezien is ze een twintigste van de breedte van de vlag naar de hijszijde verplaatst.
De kleurenspecificaties van de vlag zijn officieel vastgelegd. De groene kleur is bepaald op Procion Brilliant Green H-2RS 50 delen per 1000 en de rode kleur op Procion Brilliant Orange H-2RS 60 delen per 1000.

## Geschiedenis

Voorgaande vlag, 1971-1972

De Bengaalse vlag werd officieel in gebruik genomen op 17 januari 1972. Het ontwerp is zoals vermeld gebaseerd op een gelijkaardige vlag die tijdens de Bevrijdingsoorlog van Bangladesh van 1971 werd gebruikt. Deze vlag bevatte een oranjegele kaart van Bangladesh op een rode zon en was ontworpen door de schilder Quamrul Hassan. Ze werd voor het eerst gehesen op 3 maart 1971, op de campus van de Universiteit van Dhaka. Op 23 maart riep Mujibur Rahman de onafhankelijkheid van Bangladesh uit; hij hees de vlag bij zijn residentie.
De kaart werd al in 1972 geschrapt van de vlag. Het maken van vlaggen met tweemaal een gedetailleerde kaart (aan de voor- en achterzijde) was waarschijnlijk te gecompliceerd en duur.